# Sphingonotus aspera
Sphingonotus aspera is een rechtvleugelig insect uit de familie veldsprinkhanen (Acrididae). De wetenschappelijke naam van deze soort is voor het eerst geldig gepubliceerd in 1840 door Brullé.